# Antingen-Eller-gruppen
Antingen-Eller-gruppen utgjordes av en grupp svenska militärer under mellankrigstiden med en viss typ av säkerhetspolitik på sin agenda. Målet var en ny försvarsorganisation.
Konditionalis "Antingen" syftade på att man inom ramen för NF:s sanktionssystem ansluter sig till ett fördrag, inte ett försvarsförbund, med syfte att stödja Finland, medan "Eller" syftar på strikt isolationistisk neutralism. Det senare alternativet skulle enligt gruppen kräva lika stora styrkor som 1914 års försvarsorganisation.
Primus motor för militärt samarbete var Axel Rappe, Axel Gyllenkrook och C.A. Ehrensvärd. År 1928 utgav man Ny militär tidskrift. I sitt andra nummer hade man sitt första Finlandsnummer med. Det var med anledning av 10-årsminnet av Finlands frihetskrig. Kännetecknande för tidigare "aktivister" var att man stödde sig på högern. Antingen-Eller-gruppen stödde sig på den borgerliga vänstern, indirekt även SAP.
Utomstående, men i princip anhängare av ett samarbete var Ernst Linder. Andra fristående från gruppen var överste Gustaf Lindström, överste Eric Virgin, Archibald Douglas och Henry Peyron.